# Macabebe
Macabebe (Bayan ng Macabebe) är en kommun i Filippinerna. Kommunen ligger på ön Luzon, och tillhör provinsen Pampanga. Folkmängden uppgår till 65 346 invånare.

## Barangayer
Macabebe är indelat i 25 barangayer.
| - Batasan - Caduang Tete - Candelaria - Castuli - Consuelo - Dalayap - Mataguiti - San Esteban - San Francisco - San Gabriel (Pob.) - San Isidro - San Jose - San Juan | - San Rafael - San Roque - San Vicente - Santa Cruz (Pob.) - Santa Lutgarda - Santa Maria - Santa Rita (Pob.) - Santo Niño - Santo Rosario (Pob.) - Saplad David - Tacasan - Telacsan |